# Benson Point
Der Benson Point ist eine Landspitze, die das südwestliche Ende von Rugged Island im Archipel der Südlichen Shetlandinseln bildet.
Das UK Antarctic Place-Names Committee benannte das Kap 1958 nach dem schwedisch-US-amerikanischen Seemann Elof Benson, Erster Maat und Logbuchführer auf der Brigg Hersilia, die von 1819 bis 1820 und nochmals von 1820 bis 1821 in den Gewässern der Südlichen Shetlandinseln operierte.